# 새삼속
새삼속(Cuscuta)은 노란색, 오렌지색, 빨간색(녹색은 희귀함)의 기생식물 201개 이상의 종으로 구성된 속이다.
과거에는 새삼과(Cuscutaceae)의 유일한 속으로 취급되었으나 지금은 메꽃과에 속한다.

## 종 목록
- 갯실새삼(C. chinensis)
- 미국실새삼(C. pentagona)
- 실새삼(C. australis)
- 새삼(C. japonica)

## 갤러리

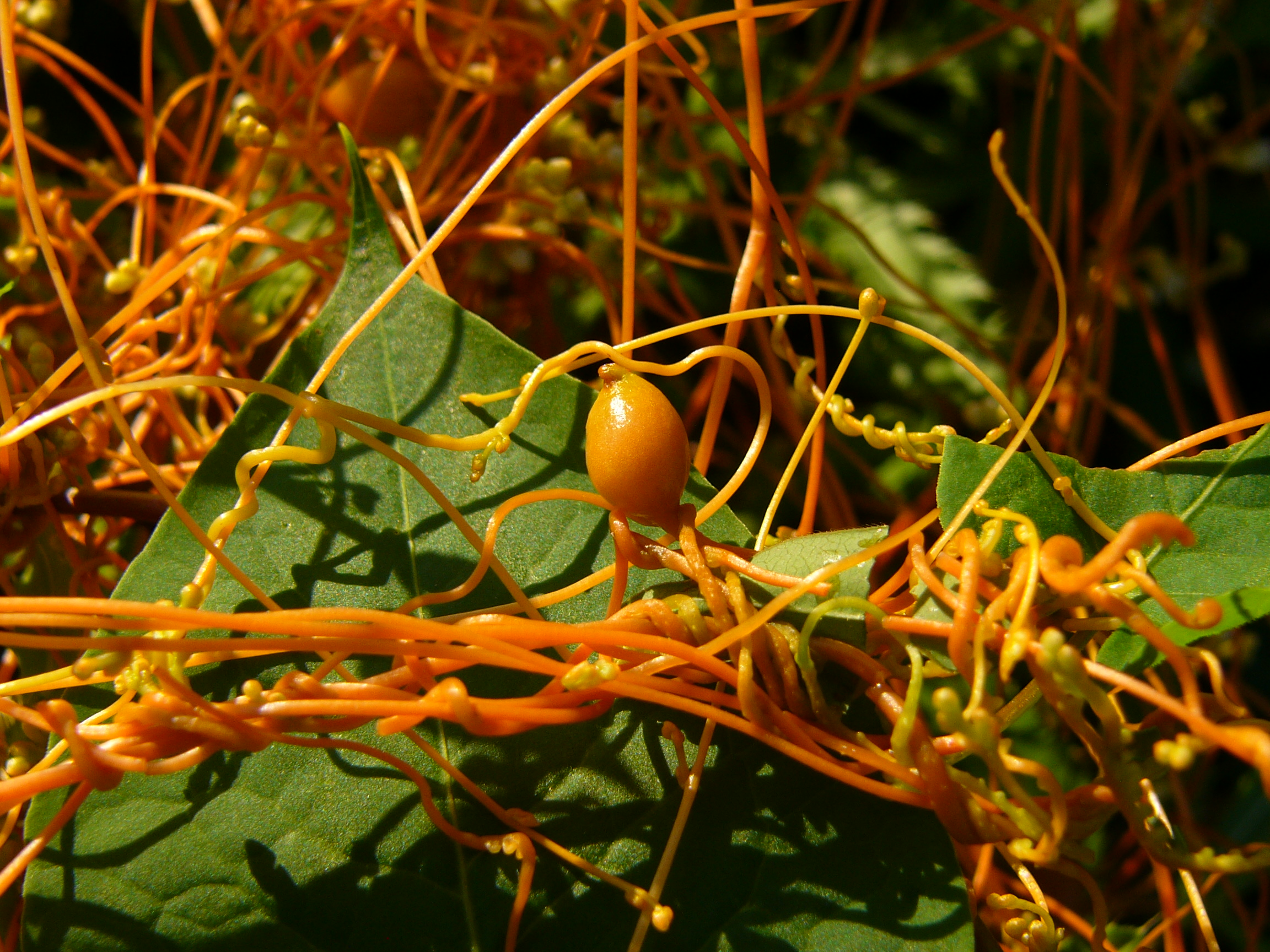
Cuscuta sp. with a gall
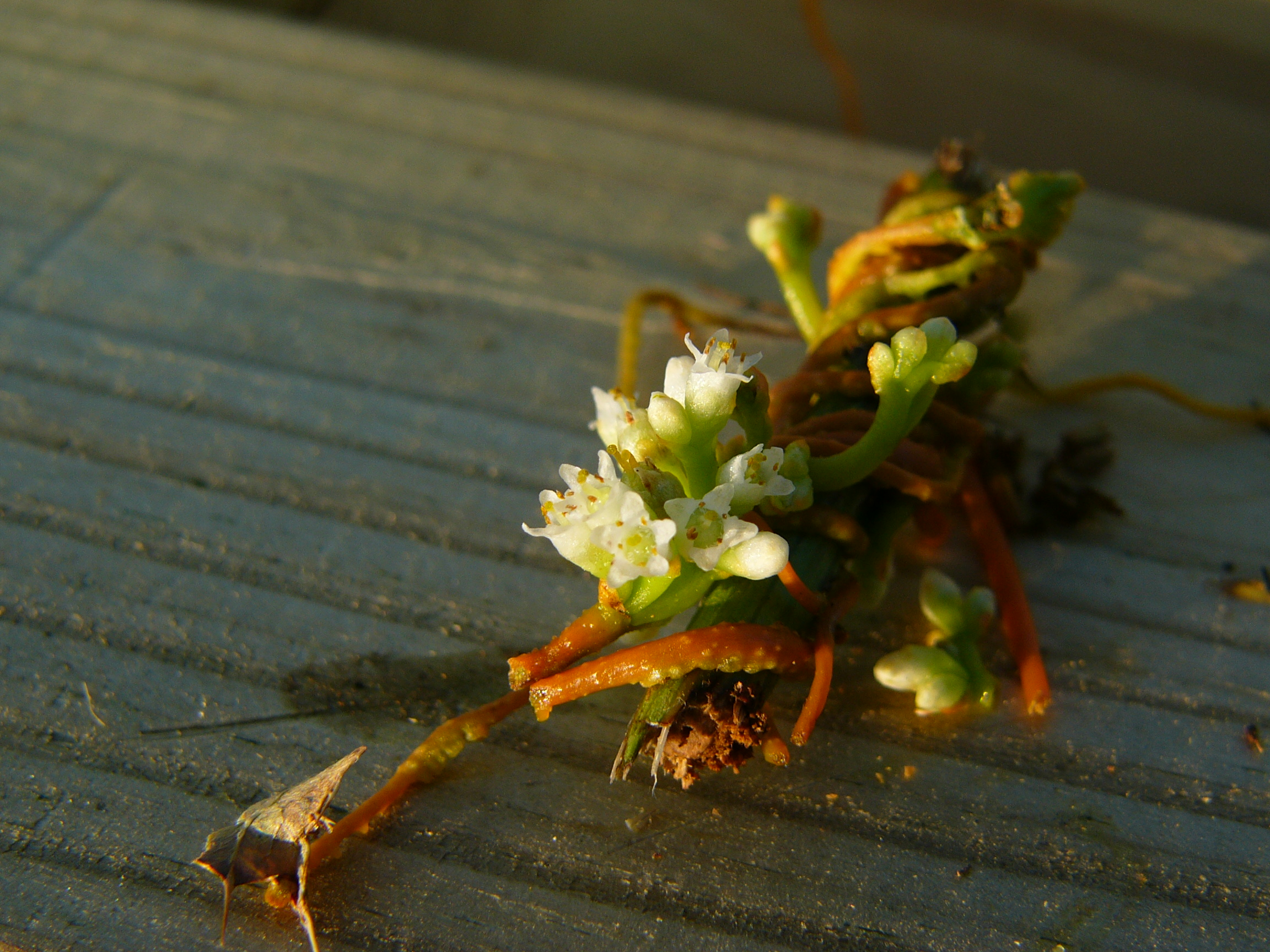
Cuscuta sp. flowers
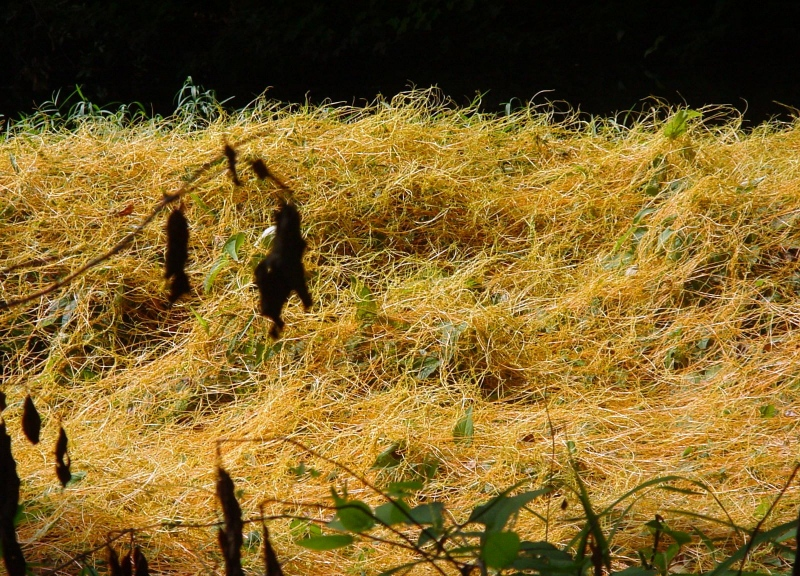
Cuscuta sp. form
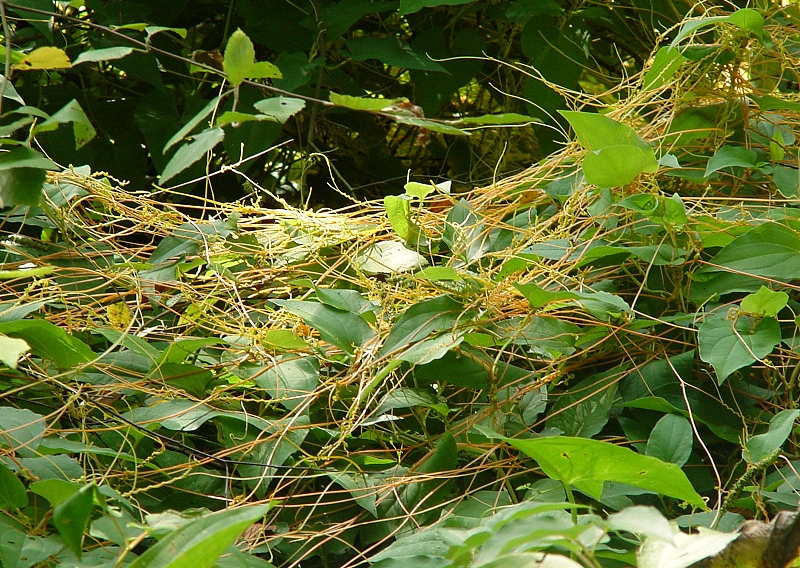
Cuscuta sp. form
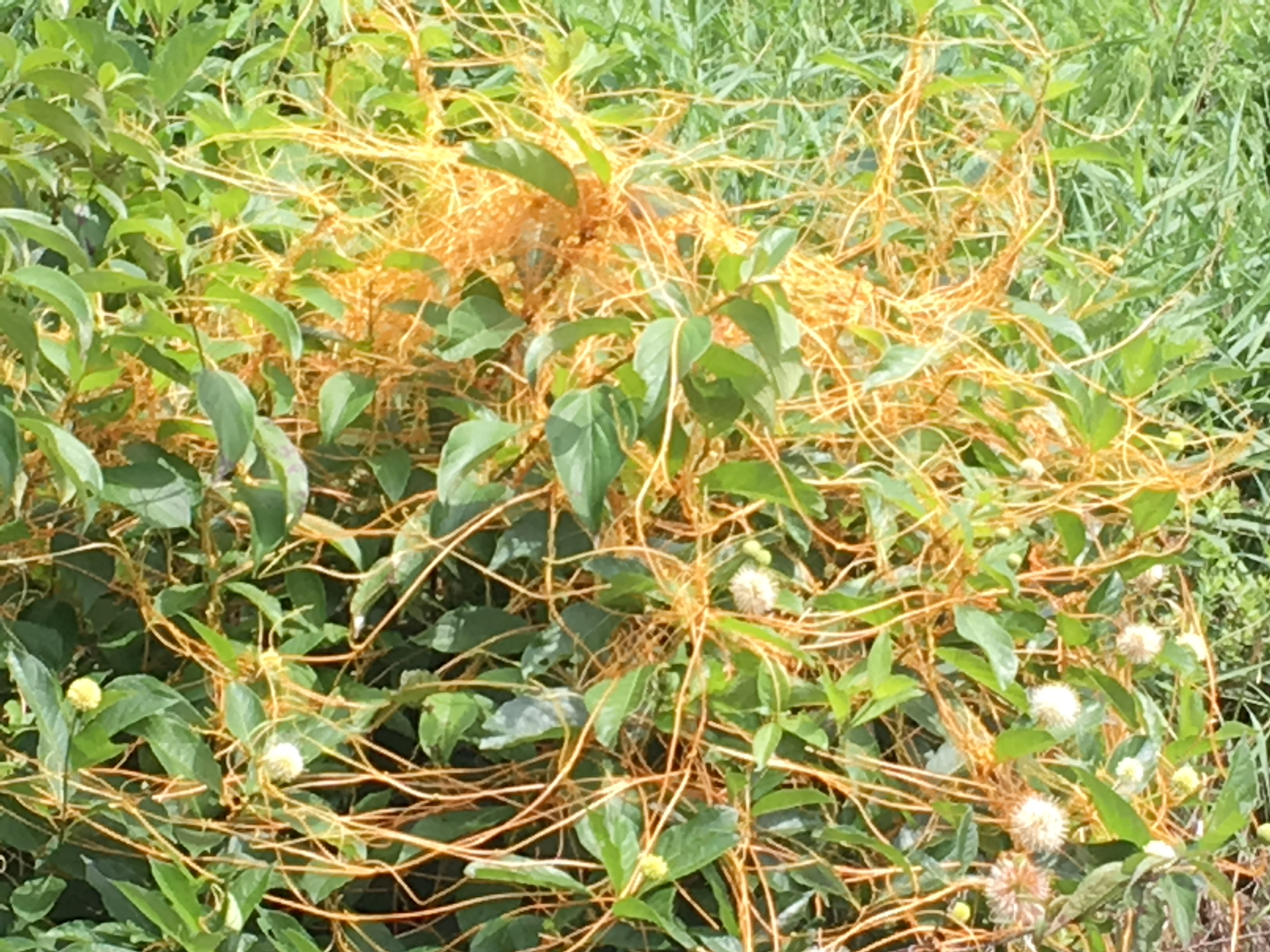
Cuscuta sp. form
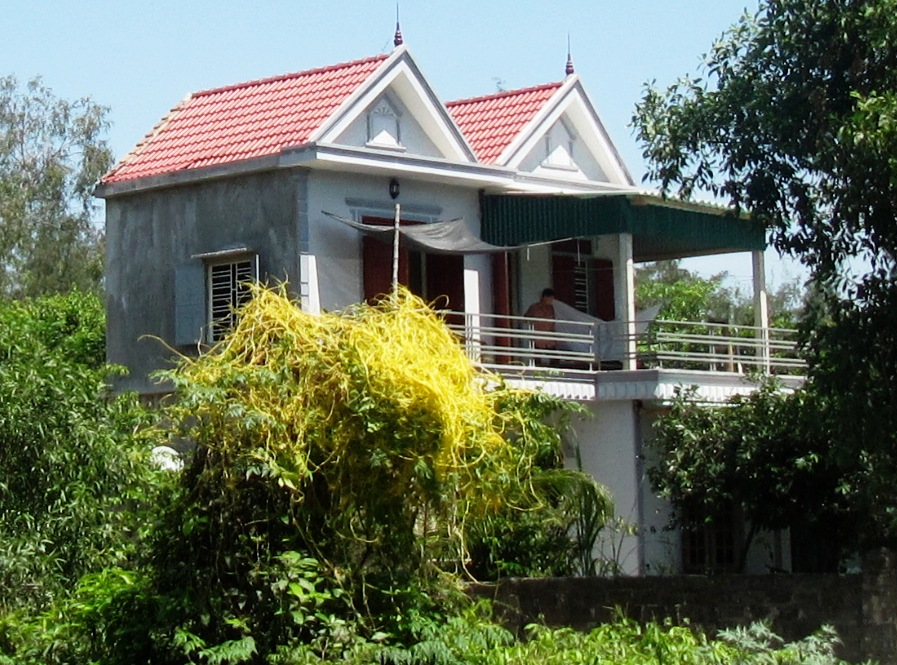
Cuscuta sp. form